# Magdalenenkapelle (Magdeburg)

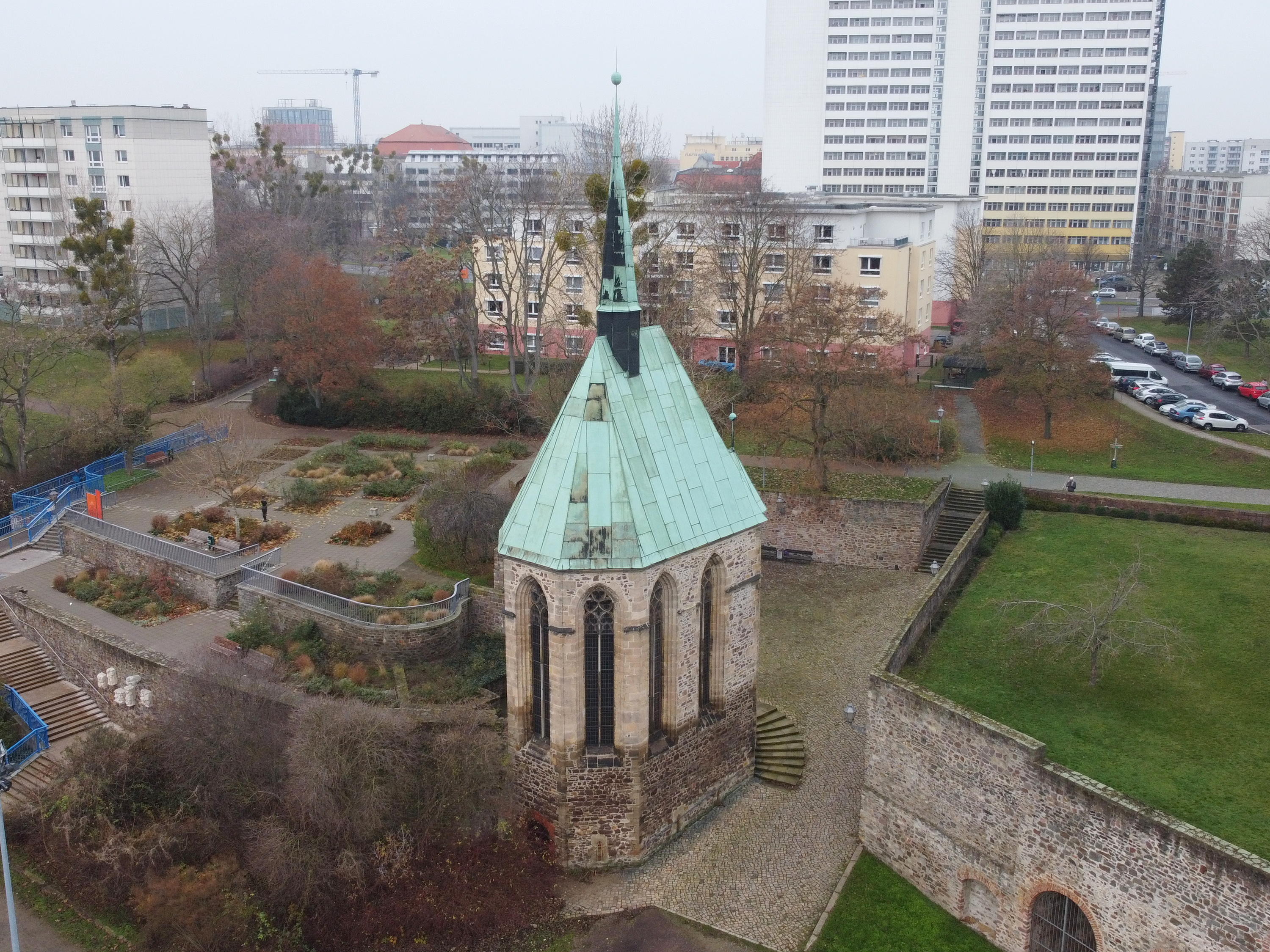
Die Magdalenenkapelle im Luftbild von Nordosten

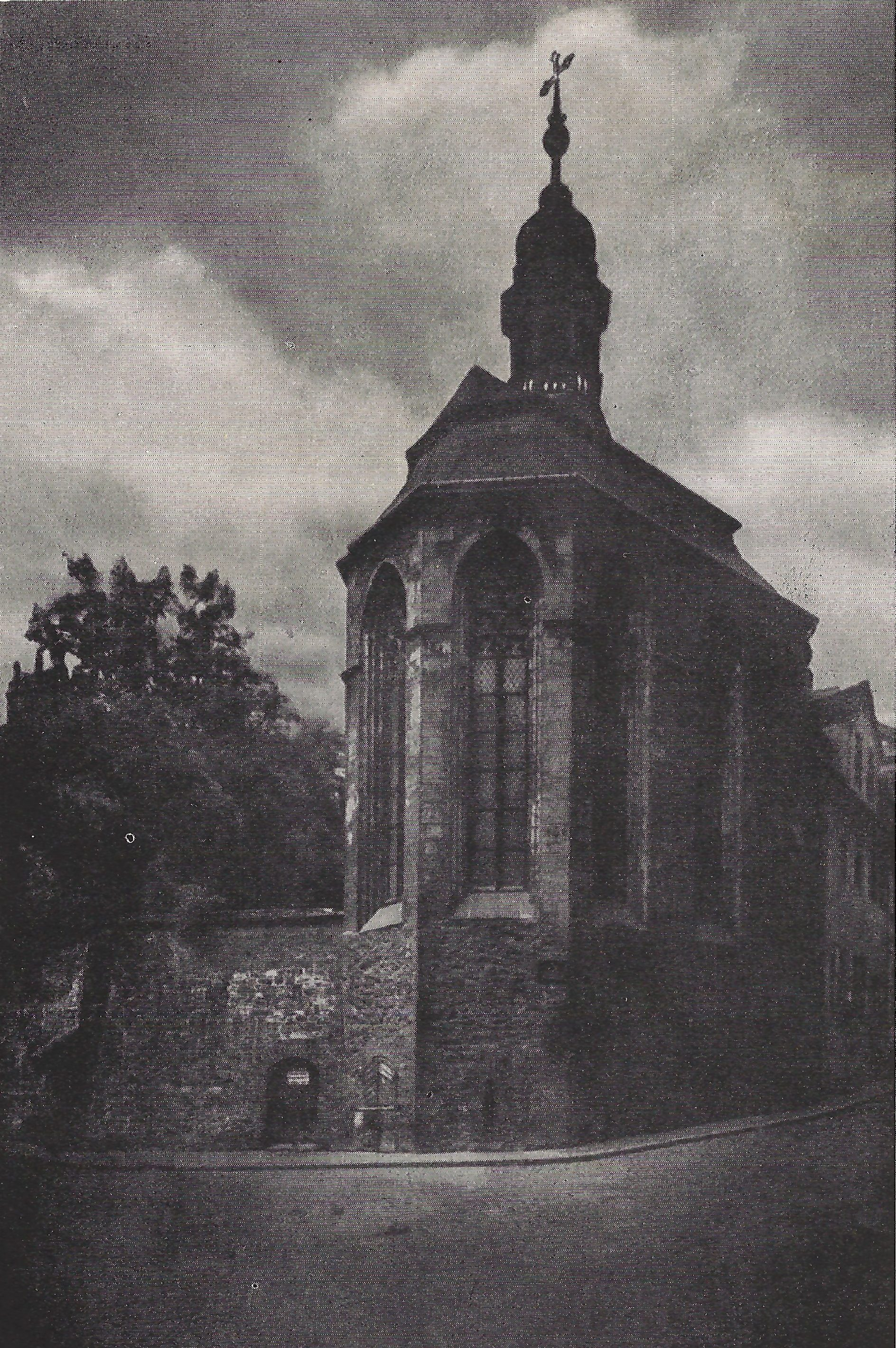
Künstlerische Schwarz-weiß-Fotografie aus den 1920er Jahren von Rudolf Hatzold

Die Magdalenenkapelle ist eine der Heiligen Maria Magdalena geweihte Kapelle in der Magdeburger Altstadt.

## Lage
Die Kapelle befindet sich im östlichen Teil der Altstadt, unweit der Elbe, auf der Südseite der Straße Petersberg in einer Ecklage zum östlich verlaufenden Knochenhauerufer. Zum Teil wird die Kapelle noch, da zeitweise der Petersberg und das Knochenhauerufer unbenannt waren, zur etwas weiter nördlich verlaufenden Straße Altes Fischerufer gezählt.

## Architektur
Die gotische Kapelle ist aus Bruchsteinen gemauert. An den Gebäudekanten wurden Sandsteinquader verwandt. Die Kirche besteht aus einem quadratischen Joch mit einem 5/8-Polygon. Das Gebäude verfügt über keine Strebepfeiler, getragen wird der Bau von dicken Außenmauern und einem Tonnengewölbe in der Unterkirche. Links neben dem westlich gelegenen Eingang befindet sich ein kleiner Treppenturm. Es wird vermutet, dass dieser ursprünglich den Zugang vom Klostergarten des benachbarten Klosters Mariae Magdalenae zur Kapelle ermöglichte.
Das Innere der Kapelle ist durch fünf hohe Maßwerkfenster und ein Kreuzrippengewölbe geprägt. Die heutige gotische Dachform wurde erst in den 1960er-Jahren bei der Beseitigung der Kriegsschäden des Zweiten Weltkriegs wieder errichtet.
Im Denkmalverzeichnis des Landes Sachsen-Anhalt ist die Kapelle unter der Erfassungsnummer 094 06293 als Teilobjekt des Baudenkmals Magdalenenkapelle verzeichnet. Als Teilobjekt gehört der südwestlich gelegene Rosengarten, der auf den alten Klostergarten zurückgeht, zum Baudenkmal.

## Geschichte

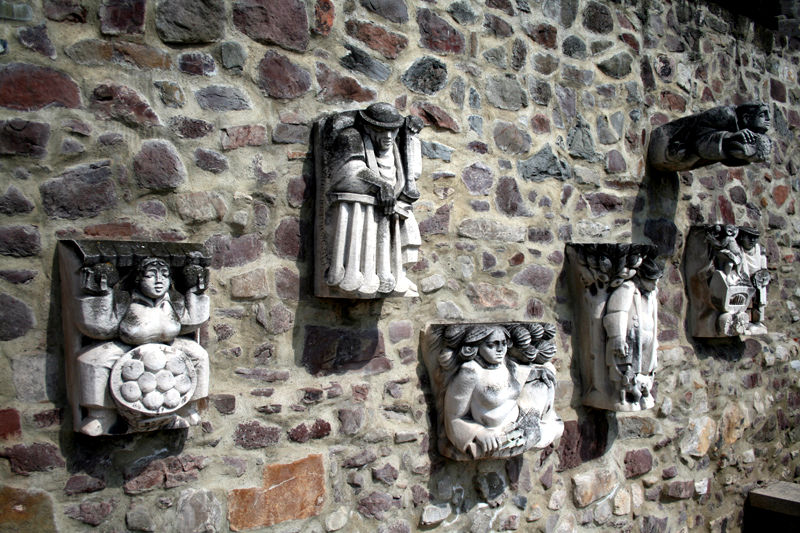
Magdeburger Originale

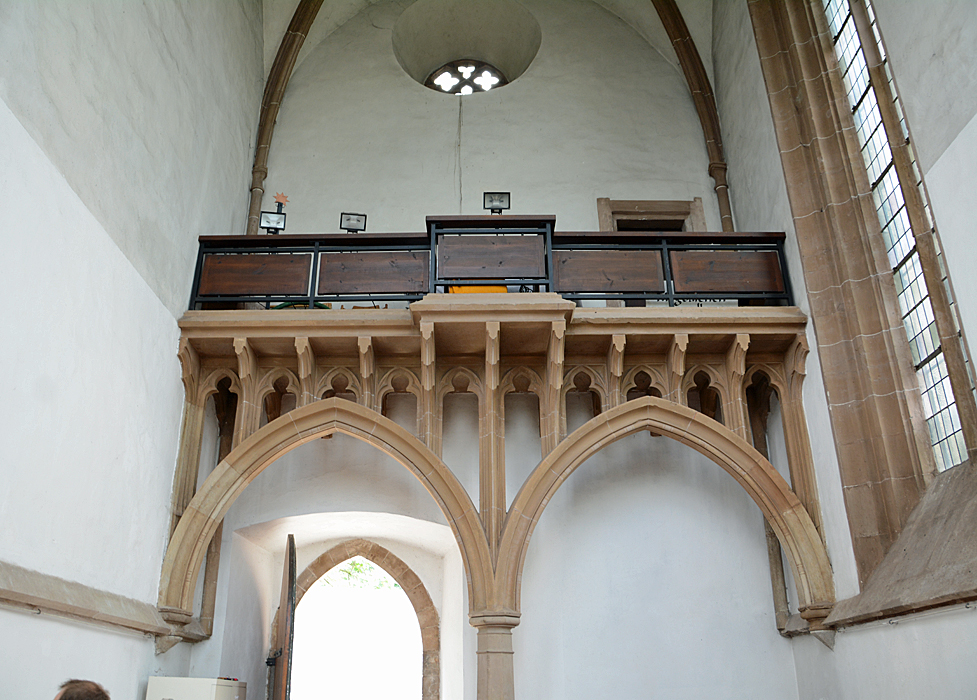
Empore in der Kapelle

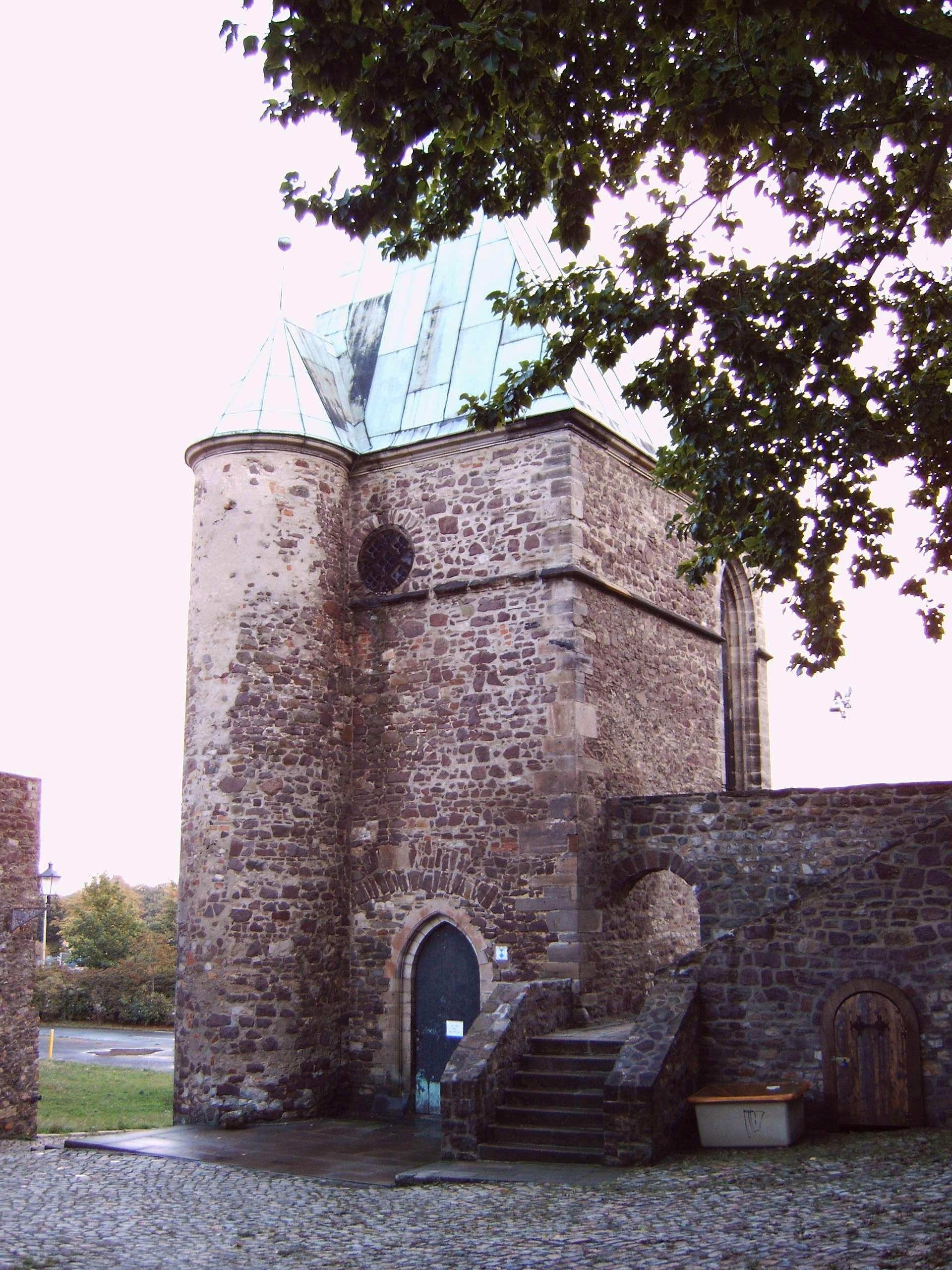
Westseite, links der kleine Treppenturm

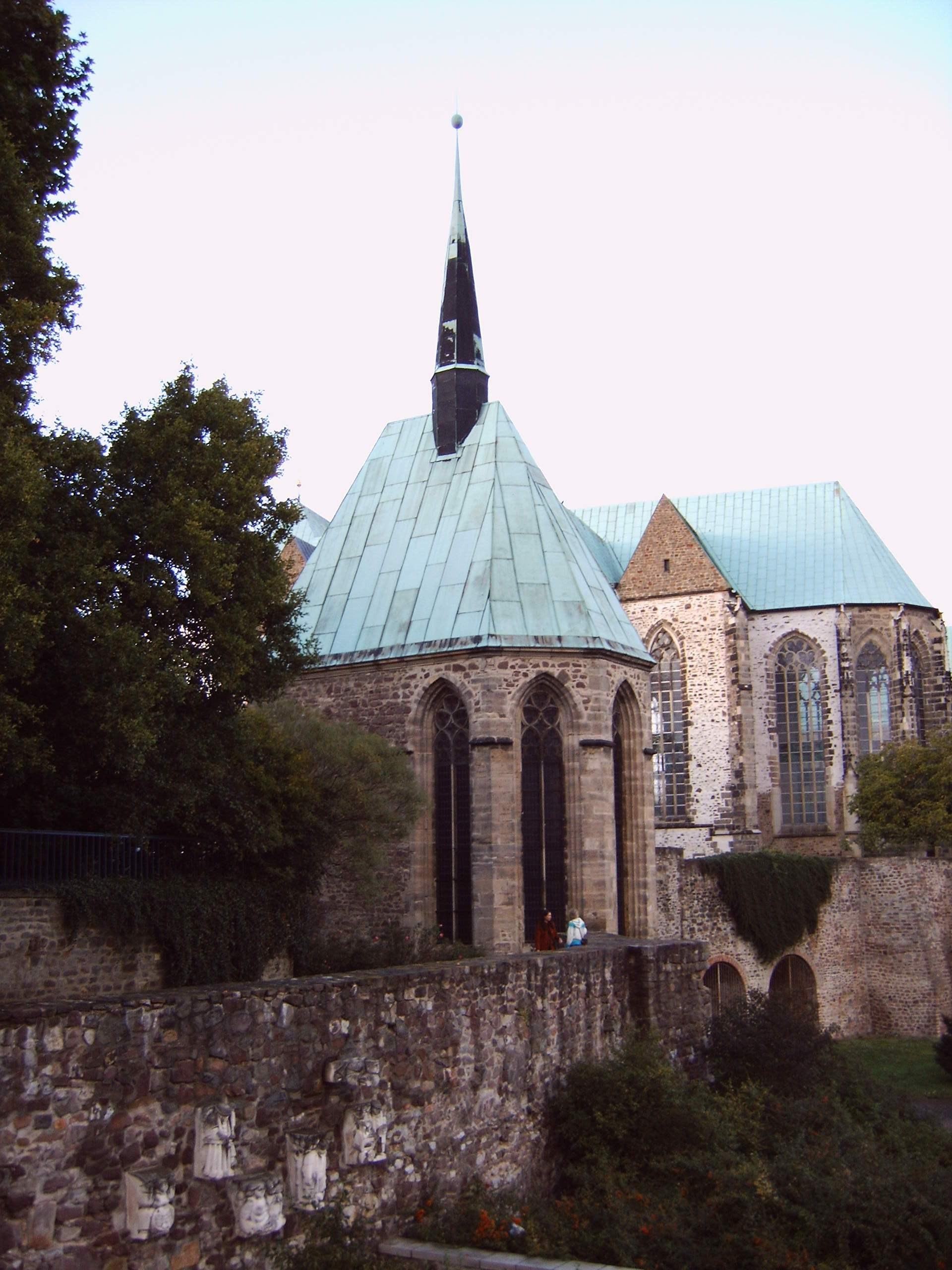
Blick auf die Kapelle und Stadtmauer – im Hintergrund St. Petri

Die Grundsteinlegung erfolgte im Jahre 1315. Der Bau dieser Fronleichnamskapelle diente der Sühne einer an dieser Stelle weggeworfenen und somit entweihten Hostie. Im Jahre 1385 wurde das Patronat über die Kapelle von Papst Urban VI. dem direkt benachbarten Kloster Mariae Magdalenae übertragen, woher der Name Magdalenenkapelle rührt.
Bei der Erstürmung Magdeburgs im Dreißigjährigen Krieg durch kaiserliche Truppen am 10. Mai 1631 wurde auch die Kapelle stark zerstört. Erst im Jahr 1711 begann der Wiederaufbau. Die Kapelle erhielt hierbei ein Mansarddach mit Dachreiter. Am 5. August 1715 erfolgte die neue Weihe.
In den Jahren 1846/1847 wurde die Kapelle restauriert und das Kreuzrippengewölbe ergänzt. Das bereits seit dem 16. Jahrhundert nicht mehr als Kloster genutzte benachbarte Magdalenenkloster wurde 1848 abgerissen. 1857 folgten die Sanierung des Turms der Kapelle und der Einbau einer Orgelempore.
1929 bis 1930 fand eine weitere Restaurierung statt, bei der die Kapelle eine Ausmalung durch den Magdeburger Maler Johannes Sass erhielt.
Die schweren Zerstörungen Magdeburgs während des Zweiten Weltkriegs trafen auch die Magdalenenkapelle, deren Dach vollständig zerstört wurde. Das Kapellengewölbe blieb jedoch intakt.
Im Jahr 1966 erfolgte der Wiederaufbau der Kapelle. Sie erhielt ein steiles Satteldach und einen diesmal spitzhelmigen Dachreiter. Damit wurde die ursprüngliche gotische Dachgestaltung wieder aufgenommen, die im 18. Jahrhundert aufgegeben worden war.
1968 wurde die Kapelle wieder einem religiösen Zweck zur Verfügung gestellt. Die Stadt Magdeburg blieb zwar Eigentümer des Gebäudes, die Nutzung erfolgte durch die evangelisch-lutherische (altlutherische) Kirche. Diese hatte den Wiederaufbau mitfinanziert und erhielt daher die Kapelle für 30 Jahre kostenfrei zur Nutzung.
Es zeigten sich jedoch bald Probleme an der Gebäudesubstanz. Bereits 1972 wurden die Fußboden- und Wandheizung durch aufsteigende Nässe beschädigt. Der sich ständig verschlimmernde Zustand führte dazu, dass die altlutherische Gemeinde 1984 die Kapelle wieder verließ.
Es erfolgte eine erneute Restaurierung. 1988 wurde die Kapelle als Gedenkstätte für den in Magdeburg verstorbenen Franzosen Lazare Carnot wieder der Öffentlichkeit übergeben. Diese Form der Nutzung dauerte jedoch nur bis 1989 an. Es erfolgte die erneute Schließung. Im Jahr 1991 wurde die Kapelle an das katholische Hilfswerk Subsidaris übergeben, welches die Kapelle bis heute nutzt.
Von 2021 bis 2023 entstand eben der Kapelle der Prämonstratenserkonvent Magdeburg. Dieser soll zusammen mit der Universitäts- und künftige Klosterkirche St. Petri, dem Gemeindehaus und der Magdalenenkapelle einen umfassenden Atrium-Komplex bilden.

## Sage über die Gründung der Magdalenenkapelle
Der Sage nach wurde im benachbarten Paulinerkloster eingebrochen. Auf der Suche nach Wertsachen nahm der Dieb eine Hostienbüchse an sich, nicht ahnend, dass sich in dem Behältnis heilige Hostien befanden. Als er zu Hause das Ungeheuerliche seiner Tat feststellte, wollte der Täter reuig am nächsten Tag den Behälter auf den Altar der St.-Petri-Kirche ablegen. Aus Angst vor einer Entdeckung wagte er dies jedoch nicht, ging an der Kirche vorbei über eine Brücke, die den Förder zwischen Kirche und Magdalenenkloster überspannte, in Richtung Knochenhauerufer. Dort schüttete er die Hostien in eine Ecke. Er ging dann unbemerkt zum Kleiderhofe und soll dort einem jüdischen Händler die leere Hostienbüchse verkauft haben. Dabei wurde er verhaftet. Währenddessen scheuten die Pferde eines Elbwasser zum Brauen antransportierenden Knechts im Knochenhauerufer. Die Pferde weigerten sich, weiterzugehen. So soll man auf die Hostien aufmerksam geworden sein. Der Knecht und ein vermögender Müller, der die Hostien auf der Spitze seines Schwertes transportierte, lieferten den Fund ab. Der geständige Dieb wurde wegen des Frevels an den heiligen Hostien vom Schöffengericht zum Tode verurteilt. Zur Sühne für den Frevel beschlossen die Magdeburger Bürger, an der Stelle des Hostienfunds eine Kapelle zu bauen, die später als Magdalenenkapelle bezeichnet wurde.